# Gerardus Jozef Maria van den Wildenberg
Gerardus Jozef Maria van den Wildenberg (Loon op Zand, 29 juni 1903 – Helmond, 26 juni 1950) was een Nederlands politicus. 
Hij werd geboren als zoon van Henricus Wilhelmus Valerianus van den Wildenberg (1875-1950; leerlooier) en Maria Jacoba Antonia Peters (1872-1913). Bij de gemeente Loon op Zand was hij chef van de afdeling financiën voor hij in 1938 A.M. van der Ham opvolgde als gemeentesecretaris van Heerhugowaard. Nadat burgemeester B.J.F. Sutman Meijer in 1944 was ondergedoken werd Wildenberg belast met het aanwijzen van mensen om te werken aan de kustverdediging. Hij weigerde dat en dook onder in het zuiden van Nederland. Daarop werd zijn echtgenote door de SD opgepakt waarna ze tot de bevrijding in Kamp Vught opgesloten zat. Begin 1945, toen een groot deel van Nederland nog niet bevrijd was, was Wildenberg enkele maanden waarnemend burgemeester van Veldhoven. Na de Duitse capitulatie keerde hij terug naar Heerhugowaard. Begin 1946 werd Wildenberg benoemd tot burgemeester van de gemeente Bakel en Milheeze. Tijdens dat burgemeesterschap overleed hij in 1950 op 46-jarige leeftijd in een Helmonds ziekenhuis. 